# Dude Ranch
Dude Ranch is het tweede studioalbum van de Amerikaanse punkrockband Blink-182, uitgebracht op 17 juni 1997 door Cargo Music en MCA Records. Dude Ranch was de laatste opname van de band die op Cargo werd uitgebracht en de laatste met hun volledige originele line-up toen drummer Scott Raynor in 1998 uit de band werd ontslagen. 

## Achtergrond en opname
De band kreeg meer tijd om op te nemen dan eerdere inspanningen, en luisterde naar muziek zoals Jawbreaker, Bad Religion en Lagwagon, die het album beïnvloedde. Voor productietaken werkte de band samen met Mark Trombino, die extra piano en keyboards leverde op Dude Ranch. Het album werd opgenomen in Big Fish Studios in Rancho Santa Fe in december 1996.
Ondanks de creatieve hausse tijdens het schrijven van teksten voor het album, kregen alle drie de leden van Blink-182 te maken met tegenslagen tijdens het opnemen van Dude Ranch. DeLonge had vocale problemen en besteedde veel tijd aan het opnemen en opnieuw opnemen van vocale nummers, en Hoppus realiseerde zich dat ook hij moeite had met zingen nadat hij zijn stem verloor tijdens een eenmalige Kerstconcert. Hoppus realiseerde zich de omvang van de situatie en annuleerde de laatste week van de opname in december 1996. Hij stopte met roken om voor zijn stem te zorgen, die gestrest was door gebrek aan vocale warming-ups, volle dagen vocale tracks en de spanning van zingen voor "Dammit", die per ongeluk net buiten zijn vocale bereik werd geschreven. Ondertussen moest Raynor zijn drumtracks opnemen terwijl hij nog in zijn rolstoel zat, het gevolg van verwondingen opgelopen op het signeerfeest. Afgezien van de opname bracht de band tijd door met spelen Crash Bandicoot en "het lezen van de artikelen uit de planken en planken van Playboys die de studio zorgvuldig had verstrekt."

## Nummers
| No. | Titel           | Leadzang       | Looptijd |
| --- | --------------- | -------------- | -------- |
| 1.  | "Pathetic"      | Hoppus/DeLonge | 2:27     |
| 2.  | "Voyeur"        | DeLonge        | 2:43     |
| 3.  | "Dammit"        | Hoppus         | 2:45     |
| 4.  | "Boring"        | DeLonge        | 1:41     |
| 5.  | "Dick Lips"     | DeLonge        | 2:57     |
| 6.  | "Waggy"         | Hoppus         | 3:16     |
| 7.  | "Enthused"      | DeLonge        | 2:48     |
| 8.  | "Untitled"      | DeLonge        | 2:46     |
| 9.  | "Apple Shampoo" | Hoppus         | 2:52     |
| 10. | "Emo"           | Hoppus         | 2:50     |
| 11. | "Josie"         | Hoppus         | 3:20     |
| 12. | "A New Hope"    | Hoppus         | 3:45     |
| 13. | "Degenerate"    | DeLonge        | 2:28     |
| 14. | "Lemmings"      | Hoppus         | 2:38     |
| 15. | "I'm Sorry"     | DeLonge        | 5:37     |

## Betrokkenen

### Blink-182
- Mark Hoppus - basgitaar, zang
- Tom DeLonge - gitaar, zang
- Scott Raynor - drums

### Aanvullende musici
- Scott Russo – achtergrondzang
- Mark Trombino - piano, keyboard